# Лийвала, Марья
Ма́рья Э́лина Ли́йвала (фин. Marja Elina Liivala; род. 27 сентября 1964, Хельсинки) — финский дипломат; чрезвычайный и полномочный посол Финляндской Республики в Российской Федерации (c 1 сентября 2024 года).

## Биография
С 1987 года работала в Москве в фирме Finland Travel Bureau Ltd в качестве гида для иностранных групп, а с 1991 года стажировалась в русском языке при Московском государственном университете.
C 1992 года работала торговым атташе в Ассоциации внешней торговли Финляндии в Москве. В 1993 году получила учёную степень магистра политологии в Хельсинкском университете.
В 1997 году поступила на службу в министерство иностранных дел Финляндии и в марте-мае обучалась на курсах для дипломатических сотрудников. В июне-декабре 1997 года работала в политическом департаменте МИД Финляндии, в отделе по делам СНГ.
В январе-июле 1998 года работала в департаменте протокола МИД Финляндии. С августа 1998 по июль 2002 года работала вторым секретарём в отделе экономики и торговли в посольстве Финляндии в Москве
В 2018 году назначена Чрезвычайным и полномочным послом Финляндии в Таджикистане, Туркменистане и Узбекистане (с резиденцией в Хельсинки).
1 сентября 2021 года назначена на должность генерального директора Департамента России, Восточной Европы и Центральной Азии МИД Финляндии.
Указом президента Финляндии Александра Стубба с 1 сентября 2024 года назначена чрезвычайным и полномочным послом Финляндии в России.
Замужем. Двое детей.